# Trial de Sant Llorenç 1991
L'edició de 1991 del Trial de Sant Llorenç fou la 25a d'aquesta prova, organitzada pel Motor Club Terrassa. El trial era la sisena prova del Campionat del Món d'aquell any i tingué lloc el 8 de juny a Viella, Vall d'Aran. Hi participaren vora 60 pilots, els quals hagueren de superar 21 zones repartides al llarg d'un recorregut que calia completar 2 vegades.
Les zones marcades per a aquest trial eren variades, abundant-hi les pedres i l'aigua.

## Classificació
| Posició | Pilot              | Motocicleta | Punts |
| ------- | ------------------ | ----------- | ----- |
| 1       | Jordi Tarrés       | Beta        | 46    |
| 2       | Donato Miglio      | Aprilia     | 49    |
| 3       | Diego Bosis        | Fantic      | 52    |
| 4       | Tommi Ahvala       | Aprilia     | 58    |
| 5       | Philippe Berlatier | Beta        | 63    |
| 6       | Thierry Michaud    | Aprilia     | 63    |
| 7       | Amós Bilbao        | Gas Gas     | 66    |
| 8       | Thierry Girard     | Alpha       | 72    |
| 9       | Steve Colley       | Beta        | 79    |
| 10      | Robert Crawford    | Montesa     | 79    |